# Retaule de la Trinitat (Llotja de Perpinyà)
El Retaule de la Trinitat és una pintura al tremp d'ou sobre fusta i daurat datada de l'any 1489 i que procedeix de la Llotja de Perpinyà. Es conserva al Museu d'Art Jacint Rigau de Perpinyà i no es té constància documental del nom de l'autor. És una obra important de la pintura gòtica tardana i d'especial interès per la seva iconografia, que inclou una representació imaginària de la mateixa Llotja de Perpinyà.
Es tracta d'un dels més importants retaules corporatius del gòtic català, juntament amb la Mare de Déu dels Consellers, que era el retaule de la capella de la Casa de la Ciutat de Barcelona, o el Retaule de la Verge dels Paers (que era el retaule de La Paeria de Lleida). És en aquest sentit una interessant expressió del poder que tenien els Cònsols de Mar de Perpinyà i de la puixança comercial de la ciutat.

## Història
Una inscripció (en català) que es llegeix a la part inferior ("En l'any M CCCC LXXX VIIII fou fet lo present retaule estants consols de mar los honorables mosen Frances Pinya burgès e mosen Johan Garau mercader de la present vila de Perpinyà") indica que el retaule va ser realitzat l'any 1489 com a retaule de la capella de la Trinitat de la Llotja de Mar de Perpinyà. La data de realització, un segle després de la creació del Consolat de Mar de Perpinyà, correspon a uns anys en què la ciutat es trobava sota domini francès: regnava a França Carles VIII, el qual ja havia restituït a la ciutat els seus drets tradicionals després de les dures condicions imposades en ser ocupada pel seu antecessor Lluís XI. De la Llotja de Mar de Perpinyà va passar a l'església de Sant Jaume del Puig d'aquesta ciutat (on ja la va descriure l'historiador Montsalvatge i Fossas) i posteriorment va ingressar al Museu.
Es desconeix el nom de l'autor. Els historiadors de l'art assenyalen significatives semblances amb el Retaule de la Mare de Déu de Canapost de manera que ambdues obres es podrien considerar obra d'un mateix pintor que, a manca d'una identitat coneguda, es denomina alternativament Mestre de Canapost o bé Mestre de la Llotja de Mar. L'escena portu̟ària de la part inferior, que fa les funcions de predel·la, també ha estat comparada amb l'anomenada Tavola Strozzi que es conserva al Museo Nazionale de San Martino de Nàpols.
L'obra va ser restaurada per a la seva presentació l'any 2017 al renovat Museu Rigau de Perpinyà.

## Factura i estil

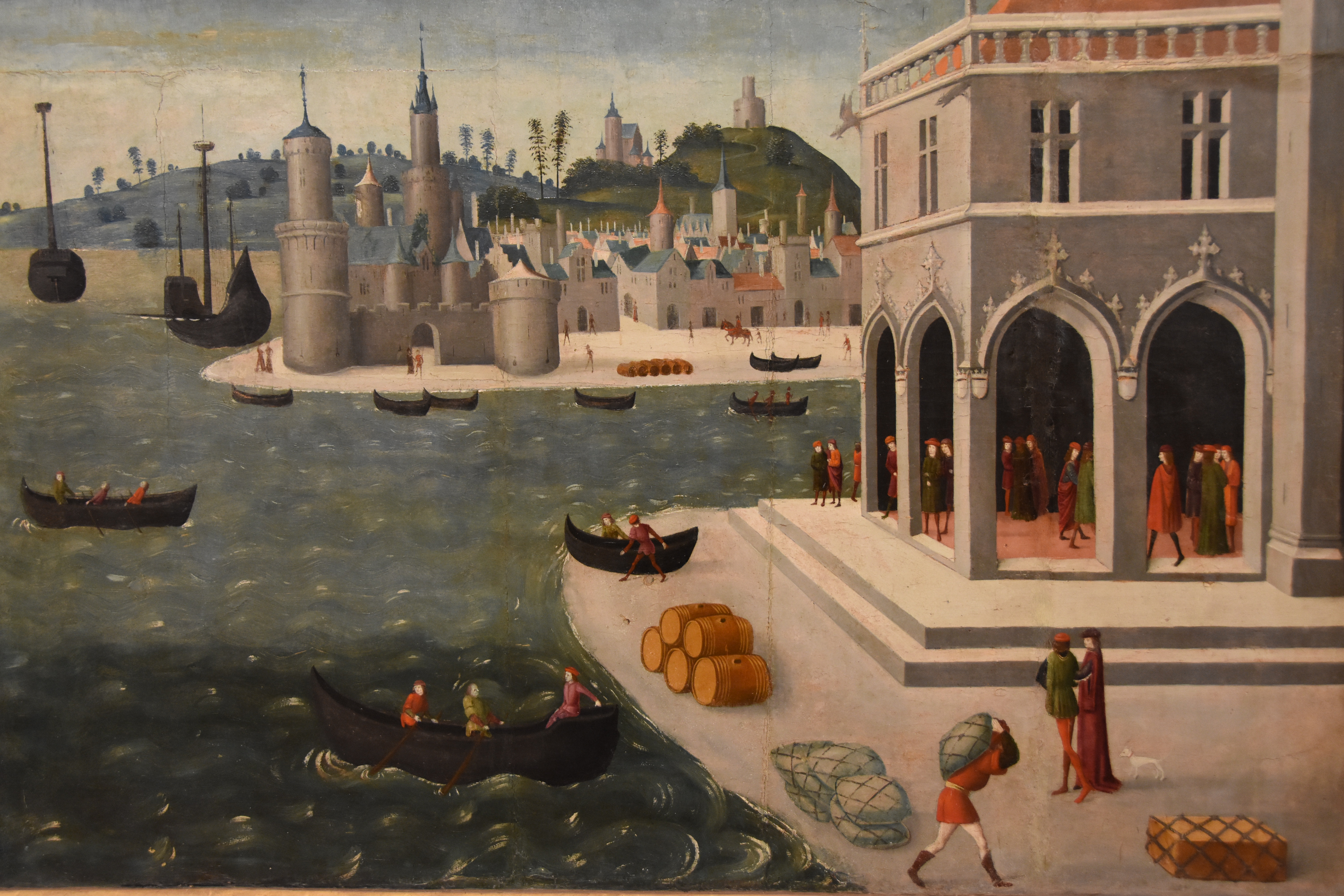
Detall del retaule de la Trinitat (1489) amb una visió imaginada de la Llotja de Perpinyà i del port de Cotlliure

Té forma rectangular. Fa 3,69 m d'alçada per 2,19 m. d'ample. És un retaule constituït per una única casella i està presidit i centrat per una representació de la Santíssima Trinitat encerclada per una màndorla. Aquesta representació de la Trinitat correspon al tipus iconogràfic anomenat "Tron de Gràcia"ː Déu pare, assegut en un tron que resplendeix com l'arc de sant Martí, sosté i ofereix al món la creu on Déu fill (Jesús) ha estat crucificat. Completa la representació trinitària la imatge simbòlica de l'Esperit Sant sota la forma d'un colom blanc amb les ales ben esteses
Als quatre angles hi ha representat el Tetramorf, és a dir, els símbols dels evangelistes. Són (d'esquerra a dreta i de dalt a baix) l'àliga de sant Joan, l'àngel-home de sant Mateu, el lleó de sant Marc i el brau de sant Lluc. Cada un d'ells porta un filacteri amb una inscripció en llatí. La de Joan, per exemple, diu "Johanesː Nolite iudicare secundum faciem sed iustum iuditium judicate" una frase de l'evangeli segons Sant Joan (7,24) que vol dir "No heu de judicar segons les aparences. El vostre judici ha de ser just"
La referència a la justícia (potser reivindicativa) és constant en totes les inscripcions, també en les dels filacteris que porten els 12 personatges bíblics que encerclen la màndorla. A la part de dalt, Moisès i Adam. A la part de baix, Joan Baptista i sant Pau. Al costat esquerre David, Josuè, Zacaries i Isaies. Al costat dret Isaac, Jeremies, Osees i Daniel.
La inscripció en llatí que porta sant Pau diu "Paulusː in quo enim alterum judicas te ipsum condempnas" (Epístola als romans 2, 1ː "quan judiques els altres et condemnes a tu mateix"). La inscripció en llatí que es llegeix al filacteri de Daniel diu "Danielː iudicare populum in iustitia et pauperes in judicio" (Salm 72 2ː "que governi amb justícia el teu poble, que sigui recte amb els humils"),
A la part inferior de la taula, separada per la inscripció que dona la data de la seva realització i els noms de cònsols que la van fer fer (Francesc Pinya i Joan Garau) es troba una composició completament independent de l'anterior que representa una escena portuària i que funciona a la manera d'una predel·la. A l'esquerra es veu un sant bisbe (sant Nicolau o molt probablement sant Erasme d'Antioquia, també anomenat sant Elm), protegint un vaixell i els seus mariners d'una tempesta i salvant-los del naufragi. A la dreta es veu una ciutat portuària envoltada de muralles que es creu que podria al·ludir a Cotlliure i en primer terme es veu una Llotja que s'interpreta com una representació imaginada de la Llotja de Perpinyà, per a la capella de la qual va ser fet aquest retaule.